# Valledupar
Valledupar je hlavní město kolumbijského departmentu Cesar založené roku 1550 španělským konkvistadorem Hernanem de Santana. Je zemědělským centrem oblasti.
V 80. a 90. letech 20. století bylo město postiženo ozbrojeným konfliktem v rámci občanské války, obrovskou mírou únosů i zvýšeným počtem útoků na novináře.